# Двор
Двор (словен. Dvor) — поселення в общині Жужемберк, регіон Південно-Східна Словенія, Словенія. Висота над рівнем моря: 196,6 м.